# Friedrich Karl Emil zu Dohna-Schlobitten

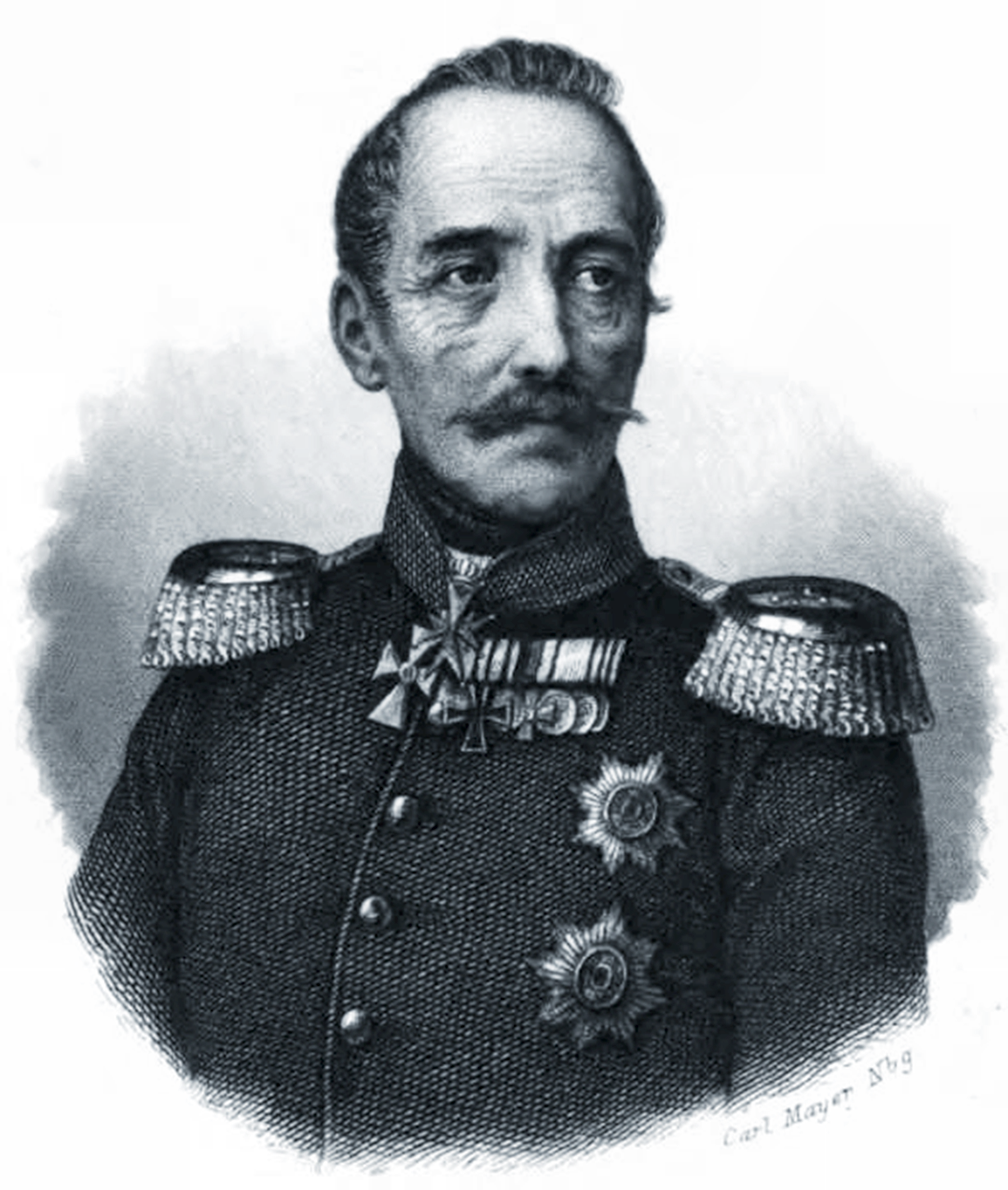
Friedrich Karl zu Dohna-Schlobitten

Friedrich Karl Emil Burggraf und Graf zu Dohna-Schlobitten (* 4. März 1784 in Schlobitten; † 21. Februar 1859 in Berlin) war ein preußischer Generalfeldmarschall.

## Leben

### Herkunft
Friedrich Karl Emil war der Sohn von Friedrich Alexander Burggraf und Graf zu Dohna-Schlobitten (1741–1810) und dessen Ehefrau Luise Amalie Caroline, geborene Gräfin Finck von Finckenstein (1746–1825). Sie war die Tochter von Friedrich Ludwig Finck von Finckenstein. Sein Vater war Obermarschall des Königreichs Preußen, Ritter des Johanniterordens sowie Herr auf Schlobitten und Prökelwitz. Zu seinen Geschwistern zählte auch der preußische Innenminister und Staatsmann Alexander zu Dohna.

### Militärkarriere
Dohna-Schlobitten wurde am 6. Oktober 1793 als Junker beim Husarenregiment „von Suter“ der Preußischen Armee angestellt. Er kam dann am 23. März 1798 als Fähnrich zum Dragonerregiment „von Werther“ und avancierte am 7. Juni 1800 zum Sekondeleutnant. In der Zeit der preußischen Reformen war er ein Vertrauter des Generals Gerhard von Scharnhorst. 1812 war er als Major des russischen Zaren am Zustandekommen der Konvention von Tauroggen verantwortlich und kommandierte in den Befreiungskriegen das 2. Husarenregiment der russisch-deutschen Legion. Mit dem Regiment kämpfte er während der Befreiungskriege 1813/15 bei Vellahn, Schlagsdorf, Klavensick, Rossy, Namur, St. Denis, La Villette, der Blockade von Rendsburg und Antwerpen sowie in den Schlachten bei Ligny und Waterloo. Für seine Leistungen in der Schlacht bei Wavre wurde Dohna-Schlobitten mit dem Eisernen Kreuz II. Klasse ausgezeichnet.

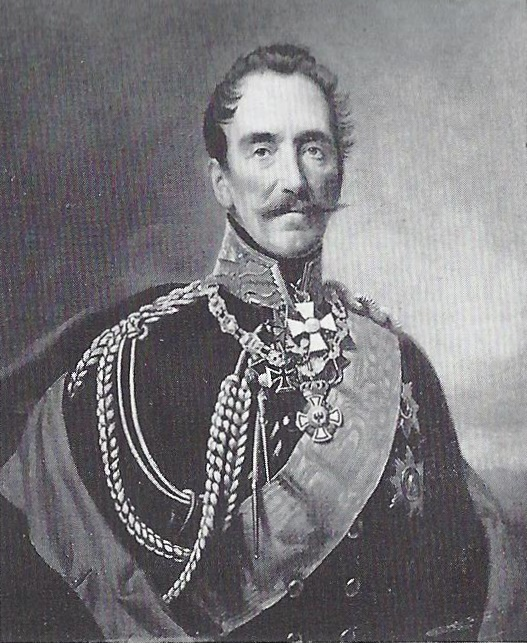
Friedrich Graf zu Dohna-Schlobitten

Nach Napoleons Niederwerfung kehrte er in preußische Dienste zurück und wurde am 29. März 1815 Kommandeur des 8. Ulanen-Regiments. Dieses führte er bis zu seiner Ernennung zum Kommandeur der 14. Kavallerie-Brigade am 3. April 1820. In dieser Stellung erfolgte dann am 30. März 1822 seine Beförderung zum Generalmajor. Als solcher wurde Dohna-Schlobitten am 30. März 1832 mit der Führung der 16. Division beauftragt und zwei Jahre später zum Divisionskommandeur ernannt. Weitere drei Jahre später folgte die Beförderung zum Generalleutnant.
1839 wurde er Kommandierender General des II. Armee-Korps in Stettin und 1842 Kommandierender General des I. Armee-Korps in Königsberg. Als solcher schlug er 1848/49 revolutionäre Unruhen rasch und entschlossen nieder. Ihm wurde bei seinem Abschied aus dem aktiven Dienst am 14. März 1854 der Charakter als Generalfeldmarschall verliehen. Außerdem erhielt er eine jährliche Pension von 3000 Talern. König Friedrich Wilhelm IV. berief ihn ferner als Oberstkämmerer an seinen Hof.
Er ruht gemeinsam mit seiner Ehefrau in der Grablege der Familie von Scharnhorst auf dem Invalidenfriedhof in Berlin.

### Ehrungen
In preußischen Diensten war sein Name mit den Ulanen verbunden. Seit 16. September 1845 war Dohna-Schlobitten Chef des 8. Ulanen-Regiments. Ab 1889 bis zu seiner Auflösung führte das Regiment zu seinen Ehren den Namen Ulanen-Regiment „Graf zu Dohna“ (Ostpreußisches) Nr. 8.
1850 wurde zu seinen Ehren der errichtete Turm westlich des Rossgärtner Tors in Königsberg „Dohna-Turm“ genannt.
Dohna-Schlobitten war Ritter und Kanzler des Schwarzen Adlerordens. Außerdem erhielt er zahlreiche hohe Orden und Ehrenzeichen:
- Pour le Mérite mit Krone
  - Pour le Mérite am 18. Juli 1807
  - Krone am 13. Januar 1857
- Roter Adlerorden I. Klasse mit Eichenlaub am 18. Januar 1839
- Alexander-Newski-Orden am 13. Juni 1850
- Großkomtur des Königlichen Hausordens von Hohenzollern im Jahre 1851
- Orden des Heiligen Andreas des Erstberufenen am 26. Juni 1856

### Familie
Dohna-Schlobitten heiratete am 10. November 1809 auf Schloss Finckenstein Julie von Scharnhorst (1788–1827), eine Tochter des Generalleutnants Gerhard von Scharnhorst und dessen Ehefrau Klara, geborene Schmalz. Das Ehepaar hatte folgende Kinder:
- Friedrich Adalbert (1811–1877), Geheimer Hofkammerrat ⚭ 24. August 1865 Charlotte Wahl (1834–1909)
- Balduin Friedrich (1813–1843), Regierungsassessor
- Magdalene Juliana (1817–1894), Stiftsdame im Kloster Stift zum Heiligengrabe in der Prignitz
- Siegmar (1818–1909), preußischer Generalleutnant
- Clara Juliane (1818–1862) ⚭ Rudolph von Chaumontet (1815–1861), preußischer Oberst
- Lothar Friedrich Helvetius (1824–1906), preußischer Oberst